# Карпиловка (Народичский район)
Карпиловка (укр. Карпилівка) — село на Украине, находится в Народичском районе Житомирской области.
Код КОАТУУ — 1823786002. Население по переписи 2001 года составляет 3 человека. Почтовый индекс — 11451. Телефонный код — 4140. Занимает площадь 0,062 км².

## Адрес местного совета
11451, Житомирская область, Народичский р-н, с.Межилеска